# Laurentius Andreae
Laurentius Andreae (1470 - 14 de abril de 1552) foi um clérigo sueco e estudioso que é reconhecido como um dos mais proeminentes e intelectuais da Suécia, durante a primeira metade do século XVI. 

Em seu vez que ele foi mais reconhecido como um dos principais defensores da Reforma Protestante na Suécia de 1523-31. Laurentius Andreae (em sueco Lars Andersson, em Inglês Lawrence Anderson) nasceu na cidade sueca de Estregnésia. Como foi o caso com muitas personalidades do século 15, a data de seu nascimento permaneceram sem registro, embora o ano é geralmente aceite que estiveram no 1470 adiantado. 
Durante sua juventude ele era um sacerdote, e viajou para Roma, bem como estudos realizados no exterior. Em 1509, quando estava em seu mid-to late 
trinta anos, ele recebeu uma nomeação como diácono de sua cidade natal Estregnésia. Nos anos seguintes ele conheceu Olaus Petri, convertido para o Luteranismo e por volta de 1520 foi promovido ao arcediago de Upsália. 
Junto com Olaus Petri e seu irmão Lourenço, completou o Andreae tradução completa da Bíblia para o sueco, conhecido como o "Bíblia de Gustavo Vasa" de 1541. Ele serviu como chanceler do Rei Gustavo I Vasa e acalentado por Laurentius Petri, o Arcebispo, porque eles compartilhavam uma fé luterana forte. Em 1527, na Dieta de Västerås, declarou o Rei para ser o chefe da Igreja da Suécia. 
Em 1540, ele e Olaus Petri foram condenados à morte. Os historiadores divergem em conta a natureza das transgressões alegadas, e se o sentenças foram justificadas. Todos concordam, porém, que os veredictos foram altamente influenciado pelas opiniões pessoais do Rei e desacordo com os homens. Depois de muita contestação, as penas foram reduzidas a multas severas 
e os dois homens foram liberados.
Laurentius Andreae morreu em Estregnésia, com aproximadamente 80 anos de idade.